# Джеймс Каррагер (футболіст, 2002)
Джеймс Лі Каррагер (англ. James Lee Carragher, нар. 11 листопада 2002, Ліверпуль, Англія) — мальтійський футболіст, центральний захисник англійського клубу «Віган Атлетік» та національної збірної Мальти.

## Біографія
Джеймс Лі Каррагер народився в англійському місті Ліверпуль в родині футболіста «Ліверпуля» та національної збірної Англії Джеймі Каррагера. Джеймс Лі має мальтійське коріння від дідуся по батьковій лінії Пола Вассалло з Ормі.
У 2025 році Джеймс Лі прийняв мальтійське громадянство.

## Ігрова кар'єра

### Клубна
З 2011 року Джеймс Лі почав займатися футболом в клубній академії «Ліверпуля». У 2017 році футболіст перейшов до «Віган Атлетік», де був капітаном молодіжної команди. В серпні 2021 року Каррагер дебютував в основі «Вігана» у грі Кубка ліги проти «Галл Сіті». В квітні 2023 року футболіст підписав з клубом дворічний контракт.
Сезон 2022/23 Каррагер провів в клубі «Олдем Атлетік» на правах оренди. Другу половину сезону 2023/24 Каррагер також провів в оренді — в шотландському «Інвернесс Каледоніан Тісл».
В складі «Вігана» Каррагер дебютував 24 серпня 2024 року.

### Збірна
В лютому 2025 року Джеймс Лі отримав паспорт громадянина Мальти і був викликаний на матчі національної збірної Мальти. 21 березня у матчі кваліфікації до чемпіонату світу 2026 року проти команди Фінляндії Каррагер дебютував у складі збірної Мальти.